# Otter Creek (biflöde till Tulameen River)
Otter Creek är ett vattendrag i Kanada.   Det ligger i provinsen British Columbia, i den södra delen av landet, 3 400 km väster om huvudstaden Ottawa. 
I omgivningarna runt Otter Creek växer i huvudsak barrskog. Trakten runt Otter Creek är nära nog obefolkad, med mindre än två invånare per kvadratkilometer.